# التهاب الرغامى والقصبات
اِلتِهابُ الرُّغامى والقَصَبات أو اِلتِهابُ الرُّغامى والشُّعَب (بالإنجليزية: Tracheobronchitis)‏؛ من الأمراض التي تصيب الجهاز التنفسي السفلي وهو عبارة عن التهاب حاد في القصبات والشعب الهوائية، ينتشر بشكل كبير بين الأطفال وكبار السن وهذا لا يمنع من وجوده في مختلف الفئات العمرية خاصة أولئك الذين يعانون من ضعف في جهاز المناعة لأي سبب كان من الأسباب.
وهناك الكثير من الأشخاص الذين يعانون ويتكيفون طوال حياتهم مع أعراض خاصة بالجهاز التنفسي كالسعال والتحسس ومثل هؤلاء عرضة للإصابة بهذا الالتهاب أكثر من غيرهم، كذلك فإن الجو الرطب أو الضبابي قد يسبق وجود مثل هذا المرض وقد يكون أيضا سببا رئيسيا في مشاكل ارتفاع درجة الحرارة عند الكثير من الأطفال الصغار، وتظهر أعراضه على شكل سعال جاف ومؤلم يصحبه التهاب حلقي خفيف وعند وصوله إلى الشعيبات الهوائية يشعر المريض بضيق شديد في الصدر وصوت صفير خارج من الرئتين بالإضافة إلى صعوبة في التنفس وفي مراحل المرض الأولى يلاحظ خروج كمية صغيرة من (البلغم) المخاطي وبعد فترة تقدر بأيام يتحول لون هذا البلغم إلى أصفر ويرجع وجود مثل هذا اللون إلى نشاط البكتيريا وانتشارها في الشعيبات ويظهر ذلك على شكل قيح أو صديد أصفر، وتزيد كميته بشكل ملحوظ عما كان عليه في الأيام الأولى ويصحب هذا الالتهاب أيضا ارتفاع في درجة الحرارة وتعب وارهاق جسدي عام وتختلف ارتفاعات الحرارة ومدتها من شخص لأخر.
غالبا ما تستمر هذه الأعراض أسبوعا أو عشرة أيام ولكن يجب الانتباه إلى أنه يمكن يتطور بشكل خطير، خصوصا عند الأطفال الصغار جدا وأصحاب المقاومة الضعيفة.
وأما بالنسبة لعلاجه فيجب أن يبقى المريض في مكان دافئ وأن لايتواجد في الأمكنة التي يكثر فيها الهواء الجاف، بالإضافة إلى الراحة التي تعد عاملا رئيسيا في تحسنه وسرعة شفاؤه، وأما بالنسبة للسعال الجاف والذي يكون في غالب الأحيان مؤلما ويسبب اجهادا للمرض بحيث يمنعه من النوم فيمكن تقليله بشراب حلو وساخن حال اتيانه، ويجب الإشارة إلى أن بعض الحالات تحتاج إلى أدوية لتثبيط وتقليل هذا النوع من السعال مثل (بالإنجليزية: Linctus codine)‏.
وكذلك فإن بخار الماء المغلي أو بخاخات البخار تقلل وتخفف التهابات الحلق، وأما بالنسبة للبلغم الذي يصعب إزالته ويبقى عالقا في المجرى التنفسي فقد يستخدم له أدوية تعرف بالمقشعات (بالإنجليزية: Expectorant)‏؛ خاصة إذا كان كثيفا وثقيلا ويؤخذ عينة منه ليتم تحليلها وملاحظة نوع البكتيريا المسببة للمرض وبناء عليه يتم إعطاء المضاد الحيوي المناسب.
ويجب على المريض شرب كميات كبيرة من السوائل خاصة الماء والمشروبات الساخنة كالليمون المغلي فهو يسهم بشكل كبير في تقوية جهاز المناعة وحصانته وعند وجودمثل هذا الالتهاب فإننا نحاول قدر الإمكان أن نمنع الإمساك بسبب الضغط والإجهاد الذي يضعه على أجهزة الجسم المختلفة خاصة التنفسي منها، ويحصل ذلك بالاهتمام في الطعام المليء بالألياف والموجود بكثرة في الخضار والفواكه ويمكن إعطاء الملينات إذا كان الإمساك شديدا، أيضا يجب الاعتناء بنظافة الفم لئلا يتعرض المريض إلى التهابات وتقرحات أخرى تزيد من أعراض المرض وآثاره.